# تایزو هارادا
تایزو هارادا (انگلیسی: Taizo Harada؛ زادهٔ ۲۴ مارس ۱۹۷۰) هنرپیشه اهل ژاپن است.